# Dušan Vitázek
Dušan Vitázek (* 29. září 1980 Trenčín) je slovenský divadelní herec.
V roce 2005 vystudoval muzikálové herectví na Divadelní fakultě Janáčkovy akademie múzických umění v Brně. Od 1. března 2005 je členem Městského divadla Brno. Za svůj herecký výkon v muzikálu Hair obdržel roku 2004 Cenu Thálie, totéž se mu podařilo i v roce 2012, kdy Cenu Thálie 2011 obdržel za dvojroli Jekylla & Hydea ve stejnojmenném představení Městského divadla Brno.
V anketě Křídla, kterou pořádá Městské divadlo Brno každý rok, získal cenu za nejoblíbenějšího herce sezóny 2010/2011.
Jeho manželka bývalá herečka Pavla Vitázková rozená Ptáčková (* 21. prosinec 1978 Brno), se kterou má dvě dcery Barboru Anastázii (* 13. prosinec 2013) a Rozálii Agnes (* 22. červen 2016).

## Role vMěstském divadle Brno
- Dr. Henry Jekyll / Mr. Edward Hyde – Jekyll & Hyde
- Bert – Mary Poppins (muzikál)
- Buckingham – Tři mušketýři (činohra)
- Aralambi – Cikáni jdou do nebe
- Bourák – West Side Story
- Josef – Josef a jeho úžasný pestrobarevný plášť
- Rejpal – Sněhurka a sedm trpaslíků
- Ježíš Nazaretský – Jesus Christ Superstar
- Marius – Les Misérables (Bídníci)
- Erland – Balada o lásce (Singoalla)
- Che – Evita
- Michael – Čarodějky z Eastwicku
- Audrey 2 – kytka (hlas) – Kvítek z horrroru
- Wolfgang Mozart – Mozart!
- Mickey – Pokrevní bratři
- Ramón – Zorro
- Rambajz-tágo – Cats
- Nick Hurley – Flashdance (muzikál)
- Jerry – Očistec
- Karl Obr – Big Fish (Velká ryba)